# Port lotniczy Kosrae
Port lotniczy Kosrae (IATA: KSA, ICAO: PTSA) – międzynarodowy port lotniczy zlokalizowany na wyspie Kosrae, w Mikronezji.

## Linie lotnicze i połączenia
- Continental Airlines osługiwane przez Continental Micronesia (Chuuk, Guam, Honolulu, Kwajalein, Majuro, Pohnpei)